# Puntinismo
Il puntinismo (noto anche col termine francese pointillisme o anche puntillismo) in ambito artistico è una tecnica pittorica caratterizzata dalla scomposizione dei colori in piccoli punti sviluppatasi in Francia verso il 1870 all'interno del movimento neoimpressionista.
Secondo Georges Seurat, pioniere di tale tecnica, questo modo di dipingere a touche era noto almeno dal XVI secolo. Seurat voleva definire questa sua visione pittorica come «cromo-luminarismo» o «divisionismo», ma i critici del periodo le assegnarono l'appellativo, in modo piuttosto spregiativo, di puntinismo. Spesso divisionismo e puntinismo vengono usati per descrivere la stessa tecnica e sono considerati sinonimi, ma alcuni critici tendono a considerarle come due tecniche diverse sviluppatesi contemporaneamente all'interno dello stesso movimento. Infatti il puntinismo si focalizzerebbe soprattutto sul concetto dell'utilizzo di punti di pittura piuttosto che su quello della separazione dei colori come avviene nel divisionismo.

## Storia del puntinismo
Ponendosi il problema della fugacità dell'Impressionismo, si era iniziato a constatare l'inesistenza di un colore locale. Dato che ciascun colore è influenzato dal colore cui è posto accanto, si arriva a sostenere la necessità che i colori non siano più mescolati sulla tavolozza, ma anzi accostati sulla tela, cosicché la fusione avvenga nella retina dell'osservatore. Ciò, soprattutto con i colori complementari, così da dare forma alle pennellate e sottolineare la divisione del colore. L'impressionismo era basato sull'immediatezza visiva, quindi le opere erano fatte all'aperto e dovevano prendere il primo impatto visivo. Le opere del puntinismo sono invece fatte in studio.

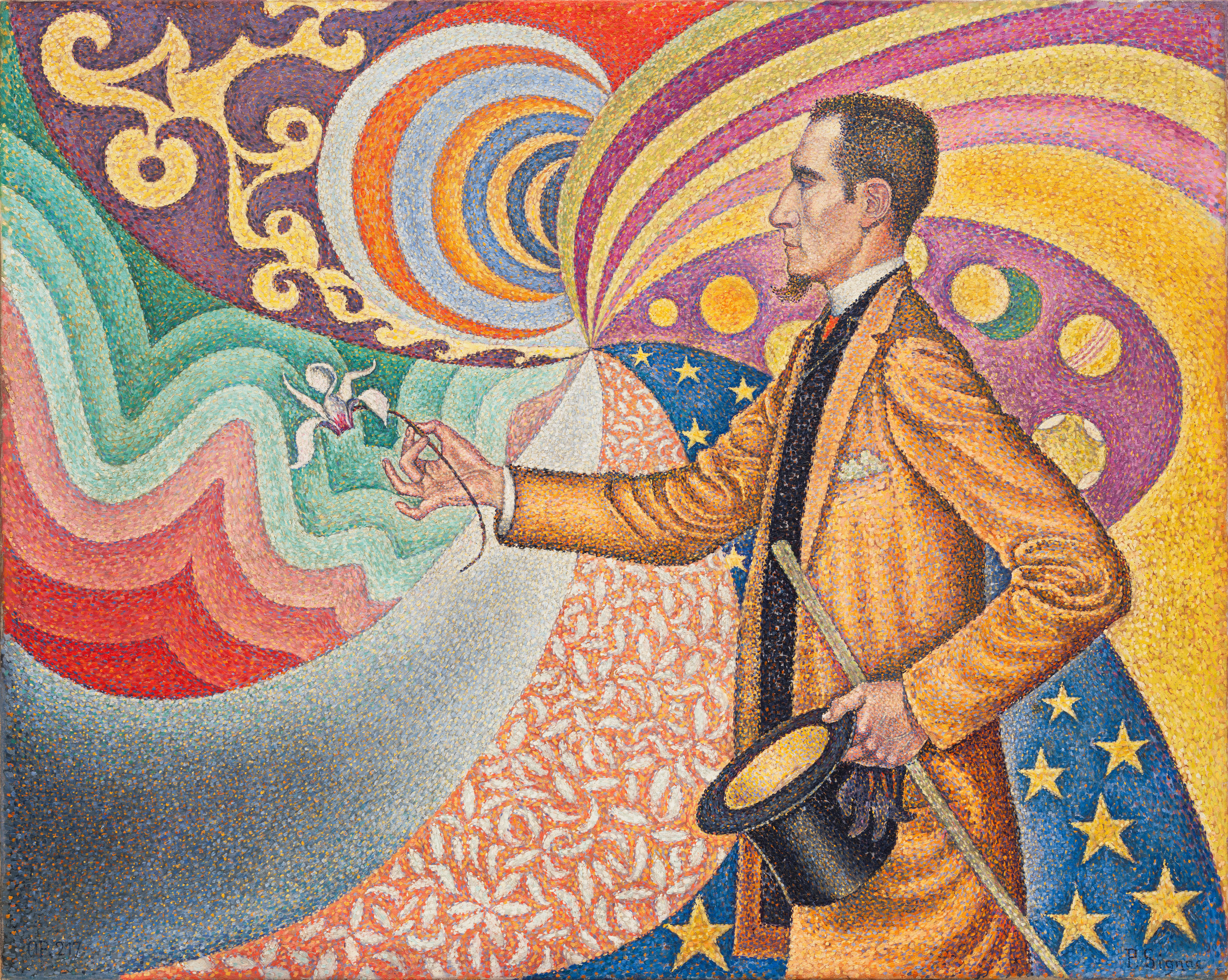
Ritratto di Félix Fénéon, dipinto da Paul Signac, (1890; New York, Museum of Modern Art).

Il puntinismo si basa sull'applicazione delle scoperte della percezione visiva e sulle teorie del colore. Il metodo utilizzato presenta un'elevatissima precisione. Rende le composizioni statiche, artificiali, fredde, con mancanza di cangiantismo e movimento.
Il più noto esponente del puntinismo è Georges Seurat, che usa pennellate più larghe, a zone rettangolari o quadrate. Seurat per un certo periodo lavora assieme a Paul Signac (fino alla morte del primo), orientando la loro ricerca nel senso di un programma di impressionisti, cioè conservando il romanticismo, e riproponendolo in termini scientifici. Nasce il Neo-impressionismo, che pone l'esigenza del rapporto tra scienza e arte.
A fine ottocento, in Italia si arriva ad una corrente analoga al puntinismo, che prende il nome di divisionismo. Esponenti di rilievo furono Giovanni Segantini, Pellizza da Volpedo, e Gaetano Previati, che a differenza dei francesi non provenivano dall'Impressionismo ma dal tardo Romanticismo. Previati con il suo trattato intitolato I principii scientifici del divisionismo (1906) si propose come il teorico del movimento, che dalla seconda generazione in poi tenderà a sfociare nel Futurismo.